# Lars Fiske
Lars Andreas Fiske född 21 juli 1966 i Oslo, är en norsk serieskapare,  illustratör och barnboksförfattare.  
Lars Fiske har bland annat utgivit seriealbumen Matje: debutanten (1996) och Matje-ismen (2000), den prisbelönta bilderboken Kom så løper vi (2002) och Olaf G. (2004), en seriebok om tecknaren Olaf Gulbransson, skriven tillsammans med Steffen Kverneland. Boken om Olaf G. kom också ut på svenska och tyska hösten 2007.  Hösten 2006 utgav Fiske och Kverneland ett samarbetsprojekt; serieboken Kanon, där Fiske tar sig an multikonstnären Kurt Schwitters' liv och verk i Tyskland. Hösten 2007 kom uppföljaren, där Fiskes projekt – Merz i Molde – tar sig an Schwitters tid i Molde med kollagetekniken Merz. Lars Fiske tecknar också för Aftenpostens A-magasinet. 
Lars Fiske var festivalkonstnär under Bjørnsonfestivalen 2007. 
Lars Fiske är gift med serieskaparen,  illustratören och barnboksförfattaren Anna Fiske. De bor i Oslo.